# Музейная педагогика
Музейная педагогика — научная дисциплина на стыке музееведения, педагогики и психологии, рассматривающая музей как образовательную систему; а также область научно-практической деятельности современного музея, ориентированная на передачу культурного (художественного) опыта через педагогический процесс в условиях музейной среды. Изучает историю, особенности культурной, образовательной деятельности музеев, методы воздействии на различные категории посетителей, взаимодействия музеев с образовательными учреждениями. Впервые термин был введён в оборот в 1931 году в книге Г. Фройденталя «Музей — образование — школа».
Предметом музейной педагогики является исследование сущности, закономерностей и методов музейной коммуникации, способствующих развитию и становлению личности в ходе общения с культурными ценностями, а объектом — культурно-образовательные аспекты такой коммуникации в условиях музейной среды.

## Становление музейной педагогики

### Зарождение
Музей стал центром популяризации искусства и науки в эпоху Просвещения, приобретя образовательную и социокультурную функции.
Особый общественный интерес к музею возник во второй половине XIX века. В 1880-е годы в Южно-Кенсингтонском музее для совместной работы по научно-техническому и художественному воспитанию и образованию учащихся была создана служба взаимодействия с учителями средних школ. Директор музея Г. Коул первым увидел образовательную суть музея. Идею подхватили музеи Нью-Йорка, Бостона, Чикаго и других городов. В некоторых американских музеях вводилась специальная должность «музейного учителя» (Бостонский музей искусств). Один из первых теоретиков образовательной функции Метрополитен-музея Д. Гудд видел цель музеев в обучении идеям через предметы.
Музейно-образовательная деятельность в Германии сформировалась благодаря отдельным энтузиастам, среди которых особое место занимает Альфред Лихтварк, пионер не только немецкой, но и европейской музейной педагогики. Будучи директором Гамбургского художественного музея Кунстхалле, Лихтварк был убежден, что музей является местом обучения, а главным делом своей жизни полагал работу с детьми. Впервые введя понятие «музейные диалоги», Лихтварк стал основоположником музейно-педагогической методики. Наряду с А. Лихтварком, большое влияние на развитие художественного образования в музее оказал профессор Мюнхенского университета К. Фолль, заложив научные основы формирования визуального мышления. Ещё одним основоположником музейной педагогики в Германии был Г. Кершенштайнер. Его концепция, положенная в основу деятельности Немецкого музея шедевров естествознания и техники, позволила воспринимать экспозиции музея не только специалистам, но и простым учащимся. А руководитель отдела «Музей и школа» Берлинского музея этнографии А. Рейхвейн впервые создал для учащихся специализированные экспозиции, построенные по принципу музеев-мастерских, что в дальнейшем стало одним из важнейших направлений музейной педагогики. В 1920—30-е годы решением проблемы взаимодействия музея и школы в Германии занимался Центральный институт воспитания и обучения в Берлине, с которым сотрудничали, в частности, Л. Паллат, Д. Рихтер, Г. Фройденталь. Благодаря их трудам в музеях стали создаваться педагогические отделы и вводиться должности музейных педагогов — музейных специалистов с педагогическим образованием, способных организовать образовательный процесс в музейной среде (по Фройденталю).
В России теория музейной педагогики начала формироваться в конце XIX — начале XX веков трудами основоположников русской экскурсионной школы Н. А. Гейнике, И. М. Гревса, Б. Е. Райкова, а также сторонников образования педагогических, школьных и детских музеев Н. Д. Бартрама, А. У. Зеленко, М. В. Новорусского, М. С. Страховой, Н. А. Флёрова и других. В художественных музеях формирование теоретических и практических аспектов музейной педагогики связано с именами Н. И. Романова, Ф. И. Шмита и особенно А. В. Бакушинского. Эстетическому воспитанию «нового зрителя» после 1917 года отводилось важное место, что вызвало реформу музейного дела и активизацию его просветительской деятельности, однако в 1930—40-е годы музеи были переориентированы на иллюстрирование торжества марксистско-ленинской идеологии, что свело музейно-педагогическую работу к «помощи школе в расширении учащимися их знаний, полученных в школе».

### Второй этап
На период конца 1940-х—80-е годы пришёлся второй этап развития образовательной деятельности музеев. Он был связан с желанием ЮНЕСКО привлечь в музеи детско-юношескую аудиторию. В 1964 году конференция ИКОМ отнесла сотрудников, занимающихся просветительско-образовательной деятельностью, к числу наиболее значимых музейных специалистов. В этот период была разработана теория коммуникации, которую в 1960-е годы ввёл в музейный оборот Д. Камерон, директор музея в городе Калгари. Эта теория позволила преодолеть отношение к музею как к формальному придатку системы образования.
На этот же период пришёлся во всём мире и так называемый «музейный бум» 1960—70-х годов. Огромная популярность музеев потребовала решительного обновления традиционных экспозиций.
В СССР востребованность музеев привела к тому, что для посетителей стали проводить, в основном, обзорные экскурсии, не предполагающие углублённого интереса к музейному памятнику. Для решения педагогических задач советские музеи расширяли практику тематических кружков. Многие музеи страны в рамках контактов с органами народного образования были объединены темой «Музей и школа». С 1972 года началась также работа со студенческой молодёжью.
В Германии в 1981 году был выпущен первый немецкий учебник по музейной педагогике. В нём музейная педагогика рассматривается как область деятельности всех музеев, независимо от их профиля.
В США с 1969 года музеи получили официальный статус образовательных учреждений.

### Формирование научной дисциплины
В ФРГ в послевоенные десятилетия произошло изменение отношения к музейной педагогике. Её перестали рассматривать лишь как использование музея в целях обучения, но начали — как новую научную дисциплину, рассматривающую образовательные проблемы музейной коммуникации. В ГДР в 1983 году была издана брошюра «Музейная педагогика в ГДР», где под музейной педагогикой понималась «пограничная научная дисциплина, находящаяся на стыке музееведения и педагогических наук и исследующая образовательно-воспитательные цели социалистического общества применительно к специфическим формам музейной коммуникации, прежде всего экспозиции, а также другим формам деятельности музея».
В СССР необходимость разработки научного подхода в музейной педагогике на основе использования принципов современных педагогики и психологии возникла в 70-е годы XX века. Ситуация, сложившаяся в области культурно-образовательной деятельности музея, способствовала формированию музейной педагогики как самостоятельной научной дисциплины в 1980—90-е годы. При Министерстве образования была создана проблемная группа в ранге научно-исследовательского коллектива «Музей и образование» под руководством М. Б. Гнедовского, исследовавшая проблемы взаимодействия музея и школы на междисциплинарной основе; впервые был поставлен вопрос о подготовке музейных педагогов.

## Современное состояние

### Проблематика
Основные проблемы, рассматриваемые музейной педагогикой:
- проблема образовательной специфики музея;
- проблема эффективности музейной коммуникации;
- проблема изучения музейной аудитории;
- проблема создания и апробации новых методик, программ, экспозиций для различных посетителей;
- проблема установления оптимальных форм взаимодействия с партнерами по культурно-образовательной деятельности, организация сотрудничества с образовательными учреждениями;
- изучение истории музейно-педагогической мысли и культурно-образовательной деятельности музея.

### Центры развития музейной педагогики в России
- Творческая лаборатория «Музейная педагогика» кафедры музейного дела Академии переподготовки работников искусства культуры и туризма (Москва);
- Российский центр музейной педагогики и детского творчества Государственного Русского музея (Санкт-Петербург);
- Лаборатория музейного проектирования Российского института культурологии;
- Лаборатория эстетического образования Московского института развития образовательных систем (Москва);
- Республиканский детский музейный центр Карелии при Государственном музее-заповеднике «Кижи» (Карелия) и др.[2]

Для разделения научной дисциплины и практической деятельности музеев специалисты предлагают использовать для последней термин «культурно-образовательная деятельность».